# Lago Bistónide

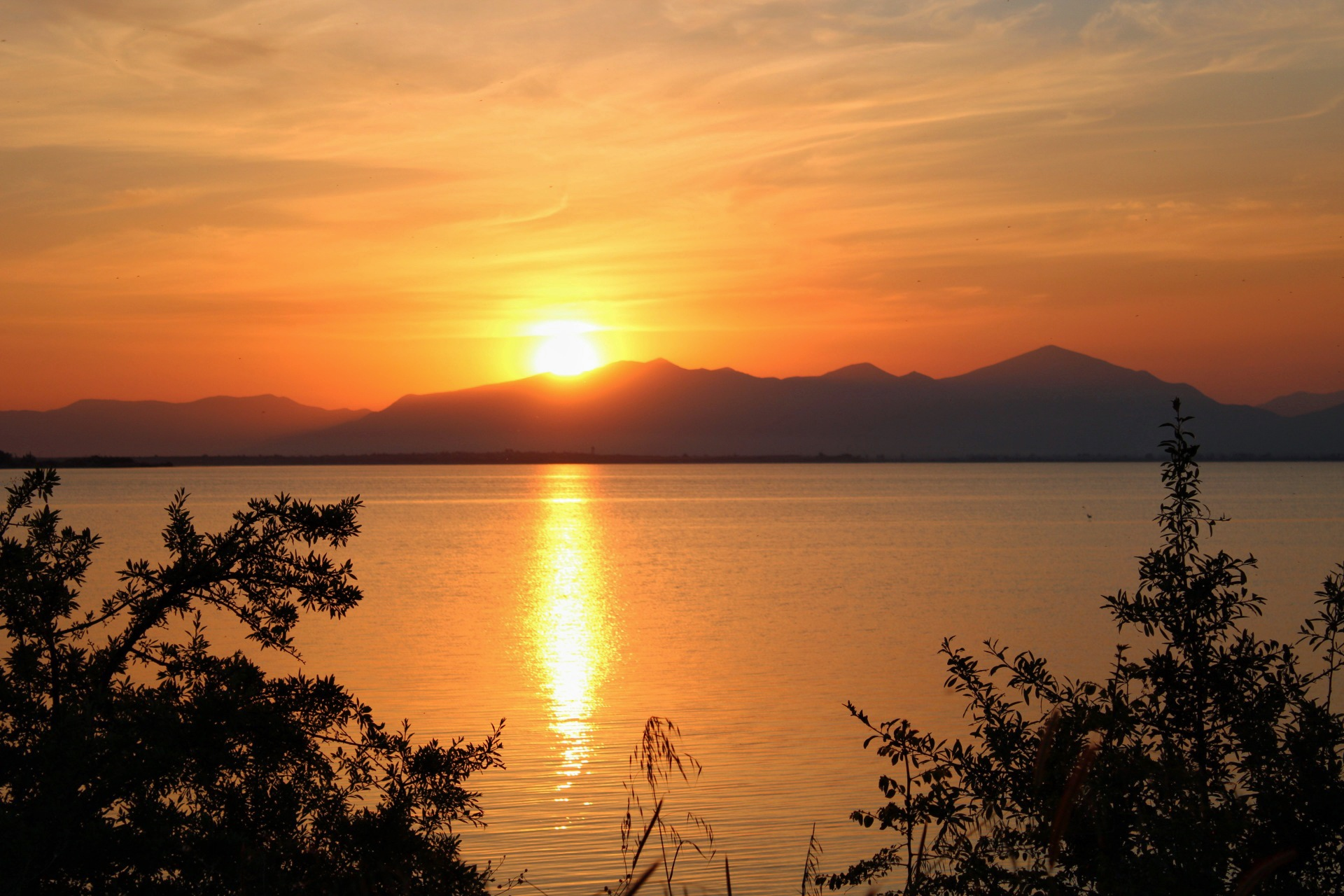

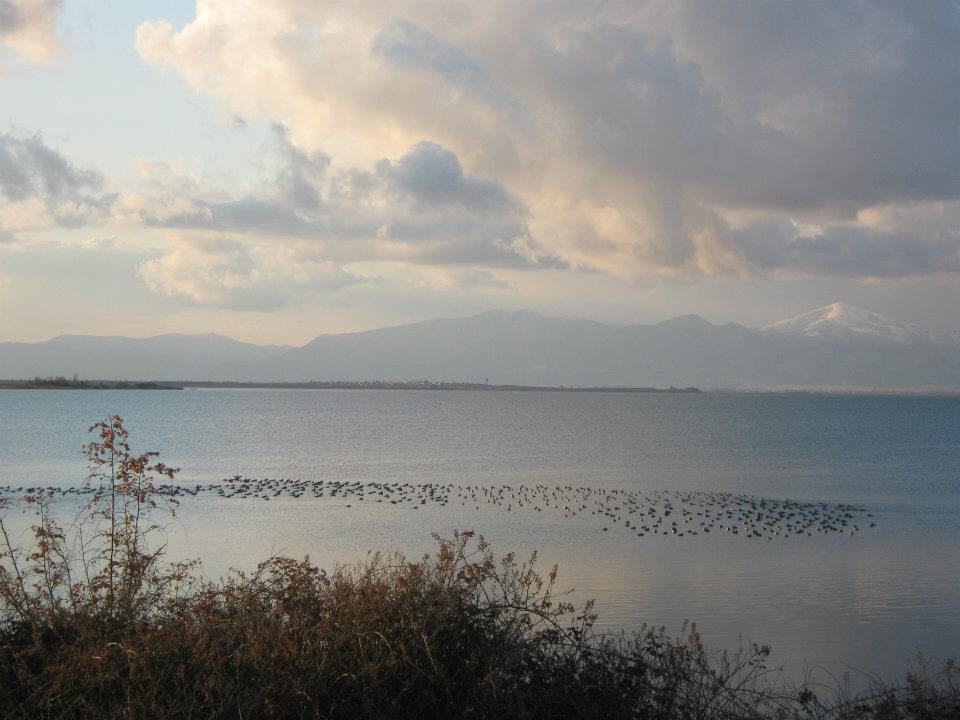
Vista del lago Bistónide

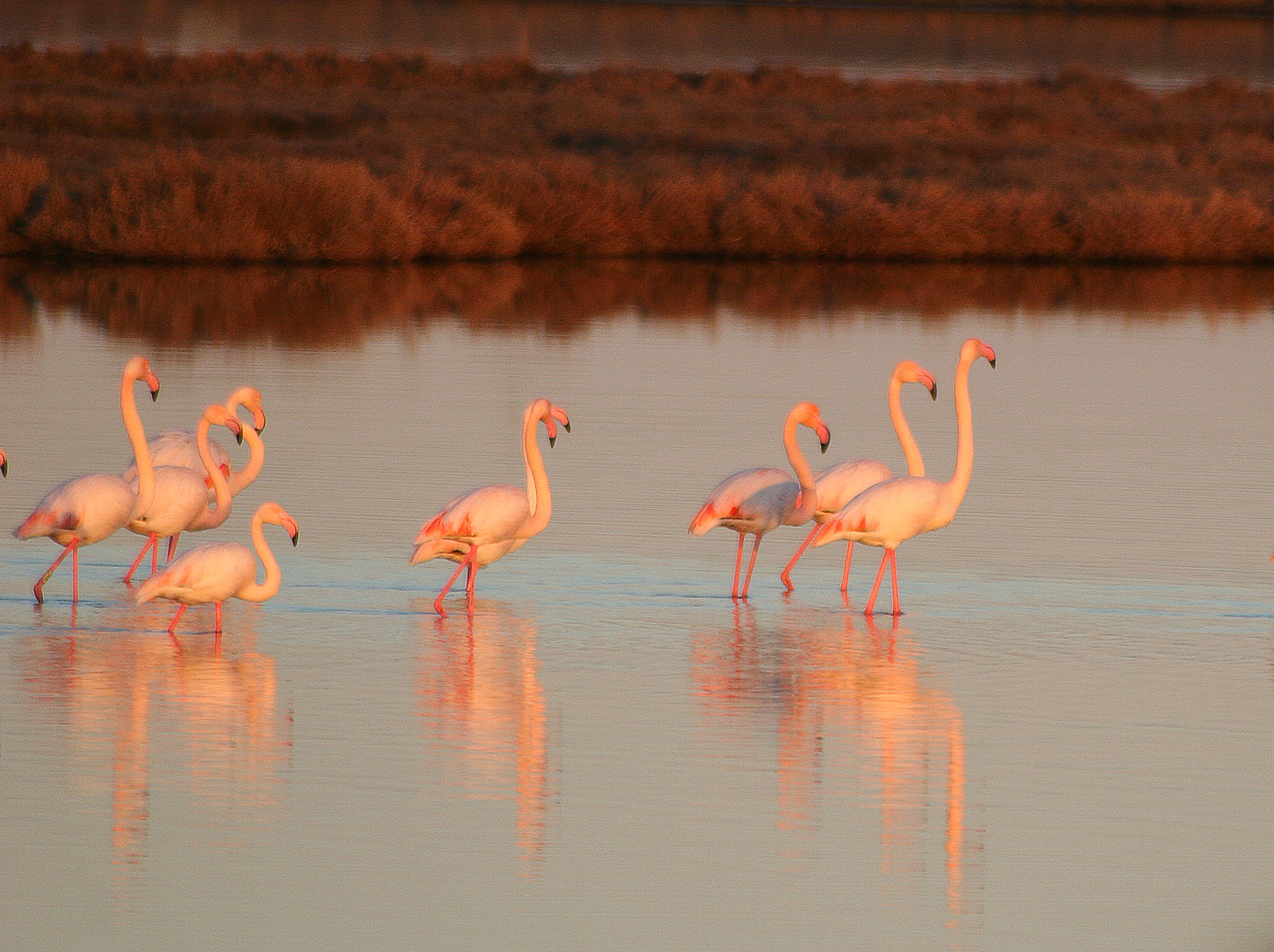
Flamencos en el lago.

El lago Bistónide (en griego: Λίμνη Βιστωνίδα, antiguamente, Βιστωνίς) es una laguna costera cercana a Porto Lagos, en la unidad periférica de Xánthi, Grecia.
Cuenta con un rico ecosistema y tiene clima mediterráneo. Acoge una fauna variada: diversas especies de peces, anfibios, reptiles, mamíferos y pájaros. En antigüedad, Aristóteles escribió: «la mayoría de especies de peces se hallan en el lago Bistónide».